# Tổng trấn thành Gia Định
Tổng trấn Thành Gia Định (hay còn gọi là Tổng trấn Gia Định Thành) là một chức quan vào thời nhà Nguyễn từ năm 1808 đến 1832, chịu trách nhiệm thay mặt vua trông coi toàn miền nam Việt Nam thời bấy giờ, gồm 5 trấn: Phiên An, Biên Hòa, Định Tường, Vĩnh Thanh (sau được tách thành Vĩnh Long và An Giang) và Hà Tiên.

## Danh sách các Tổng trấn
| Thứ tự | Họ tên                     | Tên thật/ Tên khác | Thời gian tại nhiệm | Ghi chú |
| ------ | -------------------------- | ------------------ | ------------------- | --- |
| 1      | Nguyễn Văn Trương (阮文張) |                    | 1805 - 1808         | Người Quảng Nam, tướng nhà Tây Sơn về sau quy phục Nguyễn Ánh được bổ nhiệm vào Nam làm Lưu trấn Gia Định |
| 2      | Nguyễn Văn Nhơn (阮文仁)   | Quan lớn Sen       | 1808 - 1810         | Ông được xem là vị Tổng trấn đầu tiên của Gia Định Thành |
| 3      | Trương Tấn Bửu (張進寶)    | Trương Tấn Long    | 1810 - 1812         | Quyền Tổng trấn Gia Định Thành. Năm Canh Ngọ (1810), ông được bổ vào Gia Định, lãnh chức Quyền Tổng trấn, đến năm 1812, Lê Văn Duyệt được bổ vào làm Tổng trấn hiệp cùng ông làm Phó Tổng trấn Gia Định.            |
| 4      | Lê Văn Duyệt (鄭懷德)      | Đức Tả Quân        | 1812 - 1815         | |
| 5      | Nguyễn Huỳnh Đức (阮黃德)  |                    | 1815 - 1819         | Ông mất khi đang đương chức. |
| 6      | Nguyễn Văn Nhơn (阮文仁)   | Quan lớn Sen       | 1819 - 1820         | Nguyễn Huỳnh Đức qua đời đột ngột, một lần nữa ông được bổ vào Nam giữ chức Tổng trấn Gia Định Thành. |
| 7      | Lê Văn Duyệt (鄭懷德)      | Đức Tả Quân        | 1820 - 1832         | Năm 1820 ông được bổ vào Nam làm Tổng trấn thay Nguyễn Huỳnh Đức vừa mất tháng 09 năm ngoái. Ông là vị Tổng trấn tại vị lâu nhất và cũng là vị Tổng trấn cuối cùng, chức vụ này cũng bị bãi bỏ sau khi ông qua đời. |